# 南佐久警察署
南佐久警察署（みなみさくけいさつしょ）は、かつて長野県警察が管轄していた警察署。

## 所在地
- 〒384-0301 長野県佐久市臼田2010

## 管轄区域
- 長野県佐久市（旧臼田町）
- 長野県南佐久郡佐久穂町
- 長野県南佐久郡小海町
- 長野県南佐久郡南相木村
- 長野県南佐久郡北相木村
- 長野県南佐久郡南牧村
- 長野県南佐久郡川上村

## 沿革
- 2005年（平成17年）4月1日 - 臼田町が佐久市と合併したのに伴い、臼田警察署から南佐久警察署に名称変更
- 2010年（平成22年）4月1日- 佐久警察署に統合され、同署の南佐久庁舎・臼田警部交番となる。現在、同交番には佐久警察署地域課自動車警ら班、佐久地域警察機動センター（県警察本部刑事部機動捜査隊東信分駐隊）などが入所する。

## 交番
- 小海町交番

## 駐在所
- 田口駐在所（佐久市）
- 入澤駐在所（佐久市）
- 高野町駐在所（佐久穂町）
- 海瀬駐在所（佐久穂町）
- 大日向駐在所（佐久穂町）
- 八千穂駐在所（佐久穂町）
- 南相木村・北相木村駐在所（北相木村）
- 南牧村駐在所
- 原駐在所（川上村）
- 秋山駐在所（川上村）